# Montenero di Bisaccia
Montenero di Bisaccia är en ort och kommun i provinsen Campobasso i regionen Molise i Italien. Kommunen hade 6 490 invånare (2018).